# Polynema microptera
Polynema microptera är en stekelart som beskrevs av Bakkendorf 1934. Polynema microptera ingår i släktet Polynema och familjen dvärgsteklar. Arten är reproducerande i Sverige. Inga underarter finns listade i Catalogue of Life.